# Gérard Monnier (historien)
Gérard Monnier, né le 1er juin 1935 à Poissy (Yvelines), mort à Arnouville le 23 novembre 2017, est un historien de l'architecture vingtiémiste, professeur émérite de l'Université Paris-1 Panthéon-Sorbonne.
Auteur d'ouvrages de référence dans le domaine de l'histoire de l'architecture du XXe siècle (et plus particulièrement du Mouvement moderne), il fut en 1991 à l'initiative de la création de Docomomo France, délégation française de Docomomo International.

## Biographie
Il effectue son service militaire durant la guerre d'Algérie, pendant laquelle il est blessé et rapatrié, obtenant la Croix de la valeur militaire (médaille d'argent : cité à l'ordre de la division). Il commence par enseigner le dessin avant de se diriger vers carrière universitaire d'historien de l'art à l'Université d'Aix-en-Provence, où il crée le premier cours de photographie, qu'il confie à Willy Ronis, alors peu connu. Après une thèse d'État consacrée à l'architecte Henri Pacon, il devient Professeur des universités, spécialisé dans l'histoire de l'architecture. En 1988, il est recruté à l'Université de Paris I Panthéon-Sorbonne, où il enseignera jusqu'à sa retraite, en 2003, au sein de la faculté d'histoire de l'art et d'archéologie. Il y développe une équipe de recherche, un enseignement spécialisé dans l'histoire de l'architecture, et fonde l'équipe d'accueil AVD (Architecture Ville Design), ce qui lui permet de former toute une génération d'élèves, parmi lesquels de nombreux docteurs. Il obtient la création du premier poste d'enseignant-chercheur en Histoire de la photographie (alloué à Michel Poivert), puis la création du premier poste d'enseignant-chercheur consacré à l'Histoire des arts décoratifs en 1999 (alloué à Stéphane Laurent) dans une université française.
Au tournant de l'an 2000, il dirige la Fondation Deutsch de la Meurthe à la Cité internationale universitaire de Paris. Une dizaine d'années plus tard, il dirige la collection Architecture contemporaine au sein de la maison d'édition Picard. Il est chevalier dans l'ordre du Mérite et dans l'ordre des Arts et des lettres, ainsi qu'officier dans l'ordre des Palmes académiques.
Durant les dernières années de sa vie, ce passionné de voile et d'automobile révèle également un talent de photographe. Il présente ses œuvres photographiques sur le thème de l'attente dans l'espace public à l'exposition Attendre ensemble, pour laquelle un catalogue est édité.

## Distinctions
- Croix de la Valeur militaire
- Chevalier de l'ordre national du Mérite
- Chevalier de l'ordre des Arts et des Lettres
- Officier de l'ordre des Palmes académiques

## Travaux
Les publications de Gérard Monnier traitent particulièrement de l'architecture au vingtième siècle, selon une approche qui a été souvent considérée comme proche du modernisme. Sensible aux questions matérielles et sociétales de l'architecture, il s'éloigne volontiers de la dimension esthétique traditionnelle de l'histoire de l'art vouée « aux grands hommes, aux grandes œuvres ». 
Certaines de ses publications abordent d'autres champs : l'histoire des institutions artistiques, le design, la photographie, voire la symbolique.
Liste des publications de Gérard Monnier (École nationale supérieure d'architecture et de paysage de Lille)

## Publications

### Ouvrages
- Attendre ensemble - Waiting together, photographies de Gérard Monnier, textes de Gérard Monnier, Christian Bromberger, Dominique Noguez, Michel Poivert ; Wilbert Gonzalez, trad. ; Éditions Creaphis, Paris, 2013. Diff. Le Seuil, 192 p.
- Artistes, Société, Territoire. Les arts en Provence et sur la Côte d'Azur aux XIXe et XXe siècles , Aix-en-Provence, Presses universitaires de Provence, 2012, 188 p.
- La porte. Instrument et symbole, Paris, Éditions Alternatives, 2004, 120 p
- Le Corbusier : les unités d'habitation en France, Paris, Belin-Herscher, 2002, 239 p.  (ISBN 2-7011-2577-4).
- L'art et ses institutions en France de la Révolution à nos jours, Paris : Gallimard, 1995, 462 p.  (ISBN 2-07-032865-1).
- L'architecture en France 1918-1950, une histoire critique, Paris, Philippe Sers, 1990, 482 p.  (ISBN 2-904057-471).
- coll. « Que sais-je ? » :
  - Histoire de l’architecture, Paris, P.U.F., coll. « Que sais-je ? », 2010, 128 p.  (ISBN 9782130582687).
  - L'Architecture du XXe siècle, Paris, P.U.F., coll. « Que sais-je ? », 2000, 125 p.  (ISBN 2-13-050759-X).
  - Les grandes dates de l'architecture en Europe de 1850 à nos jours, Paris, P.U.F., coll. « Que sais-je ? », 1999, 125 p.  (ISBN 2-13-049709-8).

### Contributions à des ouvrages collectifs (sélection)
- 'Le val de Seine, le chemin de fer et l'activité des artistes et des écrivains", Sous les ponts des Yvelines coule la Seine, ouvrage dirigé par Élisabeth Gautier-Desvaux, Silvana Editorale / Conseil général des Yvelines, 2103.
- Dictionnaire des étrangers qui ont fait la France, ouvrage dirigé par Pascal Ory, Paris : Robert Laffont, coll. « Bouquins », 2013, 956 p.  (ISBN 978-2-221-11316-5).

### Direction d'ouvrages collectifs
- Directeur de publication, avec Evelyne Cohen de :  La République et ses symboles. Un territoire de signes, Publications de la Sorbonne, Paris, 2013.
- Directeur de publication, Le Corbusier et le Japon, Paris : Picard, 2007, 173 p.  (ISBN 978-2-7084-0720-6).
- Directeur de publication, Brasilia L'épanouissement d'une capitale, Paris : Picard, 2006, 183 p.  (ISBN 2-7084-0762-7).
- Directeur de publication de L'Architecture moderne en France :
  - Claude Loupiac et Christine Mengin. L'Architecture moderne en France. Tome 1, 1889-1940, Paris : Picard, 1997, 279 p.  (ISBN 2-7084-0449-0).
  - Joseph Abram, L'Architecture moderne en France. Tome 2, Du chaos à la croissance, 1940-1966, Paris : Picard, 1999, 227p.  (ISBN 2-7084-0556-X).
  - Gérard Monnier, L'Architecture moderne en France. Tome 3, De la croissance à la compétition, 1967-1999, Paris : A. Picard, 2000, 311 p.  (ISBN 2-7084-0571-3).